# Hyalurga puhites
Hyalurga puhites är en fjärilsart som beskrevs av Druce 1885. Hyalurga puhites ingår i släktet Hyalurga och familjen björnspinnare. Inga underarter finns listade i Catalogue of Life.